# ジェイコム株大量誤発注事件

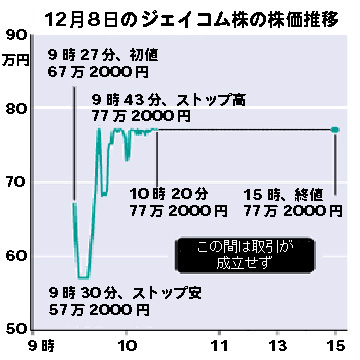
当日の値動き

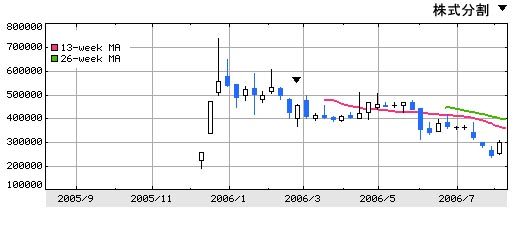
ジェイコム株の値動き

ジェイコム株大量誤発注事件（ジェイコムかぶたいりょうごはっちゅうじけん）は、2005年12月8日、新規上場したジェイコム（現・ライク）の株式の取引をめぐり、みずほ証券（旧法人）が誤注文し、株式市場の混乱につながった事件。俗にジェイコムショックとも呼ぶ。

## ジェイコム社
この事件で注目を受けたジェイコム株式会社（現・ライク）は、人材派遣業を主とする企業である。特に、携帯電話・情報通信の営業支援・販売促進業務のアウトソーシングを行う会社として知られている。
なお、本件には全く関係ない、社名やブランド名が似ているジュピターテレコム（当時の社名。ブランド名の表記はJ:COMで読みがジェイコム。ケーブルテレビやインターネットプロバイダ、電話事業。現・JCOM株式会社）や、JTBグループの株式会社ジェイコム（イベント等の総合プロデュース業）、その他全国にある同名のジェイコム社にも、本事件に関して問い合わせが殺到した。

## 事件当日
2005年（平成17年）12月8日午前9時27分56秒、この日マザーズ市場に新規上場された総合人材サービス会社ジェイコム（当時。証券コード：2462）の株式（発行済み株式数14,500株）において、みずほ証券の男性担当者が「61万円1株売り」とすべき注文を「1円61万株売り」と誤ってコンピュータに入力した。
この際、コンピューターの画面に、注文内容が異常であるとする警告が表示されたが、担当者はこれを無視して注文を執行した。「警告はたまに表示されるため、つい無視してしまった」（みずほ証券）という。 この注文が出る直前までは、90万円前後に寄り付く気配の特買いで推移していたが、大量の売り注文を受けて初値67.2万円がついた。その後、通常ではありえない大量の売り注文により株価は急落し、9時30分にはストップ安価格の57.2万円に張りついた。
この大量の売り注文が出た瞬間から電子掲示板で話題騒然となり、様々な憶測が飛びかった。「誤発注である」と見て大量の買い注文を入れた投資家がいた一方で、価格の急落に狼狽した個人投資家が非常な安値で保有株を売りに出すなど、さまざまな混乱が生じた。
担当者は、売り注文を出してから誤りに気付き、1分25秒後の9時29分21秒に取消し注文を送ったが、東京証券取引所のコンピュータプログラムに潜んでいたバグのため、この取り消し注文を受け付けなかった。合計3回にわたって売り注文の取消し作業を行ったが、東京証券取引所のホストコンピューターは認識しなかった。「東京証券取引所と直結した売買システム」でも取り消そうとしたが、こちらにも失敗した。東京証券取引所に直接電話連絡して注文の取り消しを依頼したが、東京証券取引所側はあくまでもみずほ証券側から手続きを取るように要求した。その間にも買い注文は集中しはじめ、約定されてしまう危険性があったことから、みずほ証券は全発注量を「反対売買により買い戻す」ことを決定する。
反対売買の執行によってすべての注文が成立し、株価は一気に上昇、9時43分には一時ストップ高77.2万円にまで高騰する。その後、他の証券会社や個人トレーダーの利益確定売りや押し目買いなどにより、株価は乱高下をともない高騰し、結果として10時20分以降はストップ高である77.2万円に張り付いた。みずほの反対売買にもかかわらず、すでに注文を出されていた9万6236株の買い注文については相殺しきれず、そのまま市場での売買が成立した。

### 事件当日の憶測
事件発生当初、「この誤発注の主体者が誰であるか」について様々な憶測情報が流れ、ジェイコム（当時）上場の主幹事である日興コーディアル証券がその当事者ではないかとの観測が流れたことから、同社株が前場引け時点で前日比100円安と急落した。日興シティ・日興コーディアル・マネックスの日興グループ3証券は急遽、「この売り注文には無関係である」との声明を出す事態となった。
また、市場全体もこの誤発注の当事者を「さやあて」する思惑や連想などから、前場中頃から証券株、銀行株などに売りが波及していた。これが後場（午後）に入ると、さらに「誤発注した証券会社が、穴埋めのために自己売買部門で利の乗っている銘柄に売りを出すのでは」との見方が広がり、日経平均株価は下げ足を速めて全面安の展開となり、15時の大引け日経平均株価は、前日比301円30銭（1.95％）安の1万5183円36銭と、年初来3番目の下げ幅となった。

### 発表
事件の当事者がみずほ証券であることが明らかにされたのは、大引け後に同社が会見を開いた18時前のことである。誤発注であることと、その当事者が即時に明らかにされなかったこと、また当日の12時頃に大株主のみずほコーポレート銀行および農林中央金庫にだけ優先的に誤発注の経緯を報告していた事実については、市場の透明性を損なうと非難する声もあった。

## 翌日以降
事件発覚後、すぐに関係機関による内部調査が行われ、翌9日以降ジェイコム株の取引は一時停止された。発行済み株式総数の42倍にのぼる売り注文に対して、実際に約定された枚数は9万6236株であった。
売り方であるみずほ証券は、存在する総株式数の6.6倍もの引渡しを求められる格好となり、通常での取引決済が不可能となっていることから、日本証券クリアリング機構は現金による解け合い処理（強制決済）と裁定し、すでに買われた株は、事件発生の直前に寄りつきつつあった価格を参考に一株91.2万円での買戻しとした。現金による強制決済は1950年の旭硝子（現・AGC）株以来、55年ぶりとなった（1950年の強制決済については山一證券を参照のこと）。
この誤発注、および強制決済によりみずほ証券が被った損失は、407億円とされる。
取引が再開された12月14日以降、ジェイコム株はストップ高の連続で、一時220万円超の価格をつけた。その後、2006年1月には過熱感が落ち着き、150万円前後まで値を下げた。

## 原因

### みずほ証券側の原因
直接の原因は、みずほ証券の男性担当者による「大量の誤発注」である。しかし、人為的ミスは起こりうることが事前に想定されるべきことであるとして、有識者から以下の問題点が指摘されている。
- 対応マニュアルが不十分で、現場の人間に理解されていなかったこと。
- 東京証券取引所など関係機関との連携が、完全に取れていなかったこと。
- 入力時のチェックシステムが、ヒューマンエラーを回避するようには設計されていなかったこと。

### 東京証券取引所側の原因
その一方、みずほ証券は早期段階より東京証券取引所担当者とも連絡をとっており、注文の取り消しを依頼するなどの対策を取っていたが、結局、注文の取消は東京証券取引所に受け付けられなかった。
この点について、東京証券取引所は当初、取り消す注文を特定する際に、「1円61万株売りの注文」ではなく、有効な価格、すなわちストップ安の価格で「57.2万円61万株売りの注文」と指定するべきであり、これに従わなかったみずほ証券側に全面的責任があると説明した。しかし、決済システムの仕様を確認した上で、数日後に以下の点が明らかになった。
- 仕様上は「1円61万株売りの注文を取り消し」を東京証券取引所側システムで「57.2万円61万株売りの注文を取り消し」と読み替えて受け入れるべきであること。
- 取り消し注文については、みずほ証券に手続き上のミスがなかったこと。
- コンピュータプログラムに欠陥があり、上記仕様を満たさなかったことから、取り消し注文が受け入れられなかったこと。
- 最初の誤発注では「1円61万株売り」を「有効な価格の下限で61万株売り」と読み替える「みなし処理」が行われたが、「みなし処理」による注文を処理中は取消しが受け付けられないプログラムになっていたこと。

注)「みなし処理」を行わない注文では、処理中でも取消しができる。
これにより、誤発注を取り消せなかったのは「東京証券取引所の対応ミス」「東京証券取引所システムの不具合」であることが判明した。システムの不具合について、東京証券取引所は「システム納入業者」へ、損害賠償を請求することを検討するとした。

### 総合的な問題点
上記に挙げてきた双方の問題点を踏まえ、客観的に結論づけると、下記3点の問題点がなければここまで巨額の損失には至らなかった筈である。
- ありえない売り注文に対して、その注文を受け付けるシステムだったこと。
- コンピュータシステム構築のミスで、「注文取消しの指示」が、仕様書通り受け付けられなかったこと。
- 東京証券取引所が即座に、売買の一時停止をしなかったこと。

発端となった売り注文では、存在する株の42倍の株数を指定しており、これだけを見ても明らかに異常な数値である。しかし東京証券取引所では、例えば「株数のチェックを行うことを追加する」だけでもシステムに負荷がかかるとして、ただちにチェック機能を組み込むことには前向きな姿勢を示していない。
その他に、仕様の定義が不十分で、例外的な注文に対処できていなかったこと、また、例外的な注文に対応する仕様がきちんとプログラムされているかどうかを検証していなかったことなど、システムを運用する立場として充分な配慮が欠けていたと指摘されている。

## 当事者の事後処理
誤発注に乗じて他の証券会社が多大な利益を上げたことについて、自由民主党などから批判の声が上がり、利益を自主的に返還する動きが出た。一方でみずほ証券は、システムの欠陥によって損失を強いられたとして、東京証券取引所を相手に損害賠償を請求した。

### 証券会社の利益返還
発注ミスによる損害としてはあまりに巨額であり、また他社の錯誤・過失につけこむことが「火事場泥棒的な行い」との批判が自由民主党などから起こった。当時の金融担当大臣の与謝野馨は「誤発注を認識しながら買い注文を出すことは法的には問題はない」とした上で「顧客の注文を取り次ぐのではなく、自己売買部門で間隙をぬって売買するのは証券会社として美しい話ではないと思う」と述べた。
それらの発言を受けるような形で、東京証券取引所などの関係機関は、この事件で利益を得た証券会社に対し、自主的な利益の返還を提案した。
2005年12月14日にUBS、日興コーディアルグループ、モルガン・スタンレー・ジャパン、リーマン・ブラザーズ証券グループ、クレディ・スイス・ファースト・ボストン証券、野村證券の6社が利益返還に応じる構えをみせ、その他の中堅証券会社も追随する動きを見せた。
翌2006年2月になって、返還方法については、直接みずほ証券に対して返還するのではなく（贈与となるため）、「株式市場安定のための基金創設」や「公的団体への寄付」に利益を充てる方向で調整されるようになった。一方で、その後に態度を保留する証券会社も出てきた。
日本証券業協会は2006年2月14日、「証券市場基盤整備基金」に対し、会員企業50社から計209億2355万円の拠出があったことを公表した。

### 過怠金
2006年3月22日、東京証券取引所はみずほ証券に対して、1000万円の過怠金を科すと発表した。発注業務の管理に問題があった他、過去に「誤発注発生のリスク」を指摘していたにもかかわらず、みずほ側が適切な処置を取らなかった信義則違反に当たると判断したためである。

### 損害賠償請求訴訟
みずほ証券は、システムが正しく動作して取り消し手続きが受け入れられれば、損失は5億円前後で済んだはずであるとして、システムの欠陥を理由に膨らんだ損失404億円を損害賠償をするよう東京証券取引所側に求めていたが、東京証券取引所は賠償に応じる義務はないとして拒否した。その後、東京証券取引所に催告書を送付し、この中で2006年9月15日を期限として404億円を支払うように求めるものの、東京証券取引所側は応じなかった。そのため、みずほは2006年10月27日、訴訟費用を含む414億円の賠償を求めて東京地裁に提訴した。
2009年12月4日、東京地裁（松井英隆裁判長）は東京証券取引所に損害賠償約107億円の支払いを命じる判決を言い渡した。判決では「売買停止措置を取らなかったこと」についての東京証券取引所の注意義務違反を指摘し、東京証券取引所の過失を認定した。一方で「初歩的入力ミス」や「発注管理体制不備」などのみずほ側の過失も指摘し、東京証券取引所とみずほの過失割合を7対3と認定した。
2009年12月14日、東京証券取引所は東京地裁の判決を受け入れ、控訴しない方針を発表した。控訴断念の理由について「重要な論点で主張が認められた。過去の問題に時間を浪費するより経済回復に全力を尽くすことが最良」と述べた。
2009年12月18日、みずほ証券は東京地裁の判決を不服として東京高裁に控訴した。地裁判決では「東京証券取引所のシステム不備により、損失が拡大した」というみずほ側の主張は退けられており、賠償額もみずほが要求する4分の1程度に過ぎないため、これらの点を改めて高裁で争う。
これに対し東京証券取引所は同日、「証券市場の活性化を優先して早期解決を訴えていたので大変残念」とのコメントを発表した。なお、東京証券取引所はまだ判決が確定していない同日までに、地裁判決で命じられた約107億円に係争中の金利分を含めた計約132億円を、みずほ証券に支払っている（判決文で示された、年5%の金利負担増加を避けるため）。
2009年12月22日、東京証券取引所の斉藤惇社長は定例記者会見の中で、みずほ証券が東京高裁へ控訴したことを受け、対抗措置として東京証券取引所としても控訴する方針を表明した（附帯控訴）。社長は会見の中で「自分たちで（発注の）間違いを起こしておいて、誰かのせいにして『お金を寄こせ』という話。世界中で聞いたことがない」と述べ、控訴に踏み切ったみずほ証券の姿勢を非難した。
2010年1月28日、東京証券取引所は2009年10-12月四半期決算で、損害賠償金132億1300万円を特別損失として計上した。
2013年7月24日、東京高裁（加藤新太郎裁判長）は一審・東京地裁の判決を支持、みずほ証券側の控訴を棄却した。同年8月7日、東京証券取引所、みずほ証券両者が最高裁に上告した。
2015年9月3日、最高裁第一小法廷（山浦善樹裁判長）は両者の上告を退ける決定を出したため、東京証券取引所がみずほ証券に対して損害賠償金約107億円の支払いを命じた判決が確定した。

## 利益を得た個人トレーダー
この誤発注事件においては、とりわけ巨額の利益を得た「個人トレーダー」が、マスコミに大きく取り上げられた。（年齢はいずれも事件当時のもの）。
B・N・F
投資家B・N・Fは、7,100株を取得、同日中に市場で1,100株を売却、残る6,000株（発行済み株式の41.38%）を現金決済（20億3500万円）していたことが、有価証券報告書の大量保有報告書で分かった。当人は「いつもと変わらず冷静だった」と語った。
大量保有報告書に職業を「無職」と記載したため、大富豪の無職男としてインターネット上で話題となった。この事件の不労所得でジェイコム男という異名をマスコミから得た。賃金労働者世帯の感覚では無職＝無収入だという常識があるためか、ニートという流行語との相乗効果もあり、大きな話題になった。
24歳の会社役員
東京都港区在住の24歳の会社役員が、3,701株（発行済み株式の25.52％）を取得し、現金決済で約5億6300万円の利益を上げていたことが、大量保有報告書で分かった。
cis
投資家のcisは、ストップ安で3,300株購入し10分後に売却、約6億円の利益を得た。